# Inedia
L'inedia è una grave riduzione nell'apporto di vitamine, nutrienti e in generale di energia all'organismo umano; è la forma più estrema di malnutrizione. Negli esseri umani, uno stato di inedia prolungata (oltre uno-due mesi) causa danni permanenti agli organi e può portare a sindromi come kwashiorkor o anche alla morte. Il termine inanizione si riferisce ai sintomi e gli effetti dell'inedia. Secondo stime della FAO del 2003, più di 25 000 persone muoiono di fame ogni giorno (in media, una ogni cinque secondi), mentre tra il 2001 e il 2003 più di 800 milioni di persone soffrivano di denutrizione cronica.

## Clinica

### Segni e sintomi
Gli individui affetti da inedia perdono sostanzialmente materia grassa e massa muscolare perché il corpo si rivolge a questi tessuti per ricavarne energia. La pelle diventa pallida e secca e l'individuo appare emaciato.
La deficienza di vitamine è un altro sintomo comune e spesso causa anemia, beriberi, pellagra e scorbuto. Questi disturbi possono poi causare diarrea, eruzioni cutanee, edema e collasso cardiaco. Le persone appaiono spesso irritabili, affaticate e in stato letargico.
Effetti fisici:
- diminuzione del metabolismo a riposo (RMR o BMR)
- abbassamento degli ormoni sessuali
- diminuzione dell'interesse sessuale
- amenorrea
- assottigliamento delle ossa
- costipazione e squilibrio gastrointestinale
- disturbi del sonno
- debolezza
- ipotermia
- perdita di massa corporea magra
- modifica nella chimica cerebrale che regola l'appetito e il desiderio di cibo

Effetti sui modi di fare e sul carattere:
- preoccupazione per il cibo - raccolta di ricette
- abitudini nutrizionali inusuali
- aumento del consumo di fluidi
- aumento dell'uso di spezie
- perdita del meccanismo naturale per la regolazione dello stimolo della fame e della sazietà
- pensieri dicotomici sul cibo (che viene diviso nei gruppi "buono" e "cattivo")
- cibarsi freneticamente

Effetti cognitivi:
- diminuzione della concentrazione
- poco giudizio
- apatia

Effetti emotivi e sociali:
- depressione
- ansietà
- irritabilità e facilità alla collera
- instabilità (cambia costantemente umore)
- episodi psicotici
- cambi di personalità
- rinuncia alla socializzazione

## Trattamento
L'inedia viene solitamente trattata con un lento e progressivo aumento dell'apporto di cibo finché non termina la deficienza di nutrienti. A quel punto la dieta dell'individuo ricoverato dovrebbe consistere di circa 30 kJ e del doppio della dose giornaliera consigliata di nutrienti. La rialimentazione deve essere effettuata in ospedale con la supervisione di un medico, con lo scopo di evitare la sindrome da rialimentazione.

## Deliberata

### Come esecuzione capitale
La morte per fame è anche un metodo di esecuzione che consiste nel lasciare senza cibo e acqua la persona condannata fino a che questa non muoia. La morte sopraggiunge dopo non meno di una settimana a causa delle complicazioni della disidratazione.
Nell'antica Roma la morte per fame era un metodo di esecuzione per tradimento riservato inizialmente ai patrizi. Diversi storici romani hanno riportato che Claudia Livilla, nel 31, fu condannata a morire di fame sotto Tiberio per complicità nella morte del suo marito Druso minore e per adulterio con Seiano. Nel 33 Druso Cesare, figlio di Agrippina maggiore, sarebbe stato messo a morte tramite affamamento; Giulia Livilla, esiliata nel 41 da suo zio Claudio, sarebbe stata fatta morire di fame non molto più tardi, forse per suggerimento di Messalina (questo fatto è discusso).
Secondo Plutarco anche Giugurta, sconfitto e portato prigioniero a Roma, venne condannato a morire nel carcere mamertino nel 104 a.C. (anche se Eutropio afferma che venne strangolato), e Giovanni Pascoli scrisse un poema latino che descriveva le sofferenze del moribondo (Iugurtha, 1896).
Nel XIII secolo Ugolino della Gherardesca, i suoi figli e altri membri della sua famiglia vennero murati vivi dentro la Muda, una torre di Pisa, e lasciati morire di fame. Dante racconta l'episodio nella Divina Commedia.
In Cornovaglia nel 1671, venne registrato il caso di John Trehenban da St Columb Major che fu condannato a morire di fame in una prigione di Castle An Dinas per aver ucciso due ragazze.
Nel 1941 Massimiliano Maria Kolbe, un frate polacco, si offrì di morire al posto di altri detenuti condannati a morire di fame ad Auschwitz. Dopo 2 settimane di affamamento i tedeschi, trovandolo ancora vivo con altri 3, lo uccisero con un'iniezione di acido fenico.

### Azioni criminali
Particolare raccapriccio ha destato, in tempi recenti, la scoperta che Julie Lejeune e Mélissa Russo, due vittime del pedofilo belga Marc Dutroux, erano state lasciate morire di fame in una cella sotterranea tra il 1995 e il 1996.

### Come gesto di protesta
Un caso particolare è la morte per fame in seguito a sciopero della fame: una forma estrema di protesta che è stata attuata in modo quasi sistematico dai combattenti per l'indipendenza dell'Irlanda, già a partire dal 1917 (morte di Thomas Ashe nella prigione di Mountjoy), e continuò anche in epoche più recenti. Particolarmente rilevante fu, ad esempio, la morte di 10 prigionieri nordirlandesi nella prigione di Maze nel 1981, il primo dei quali fu Bobby Sands.

### Come forma di suicidio
Poco noto il caso di Nikolaj Vasil'evič Gogol' che, in seguito a forti conflitti interni, il 21 febbraio 1852, si lasciò morire sotto atroci sofferenze, rifiutando di nutrirsi. Lo stesso fece dal carcere di Wittlich il terrorista della RAF Holger Meins (1941-1974).